# スティーブ・ラッセル

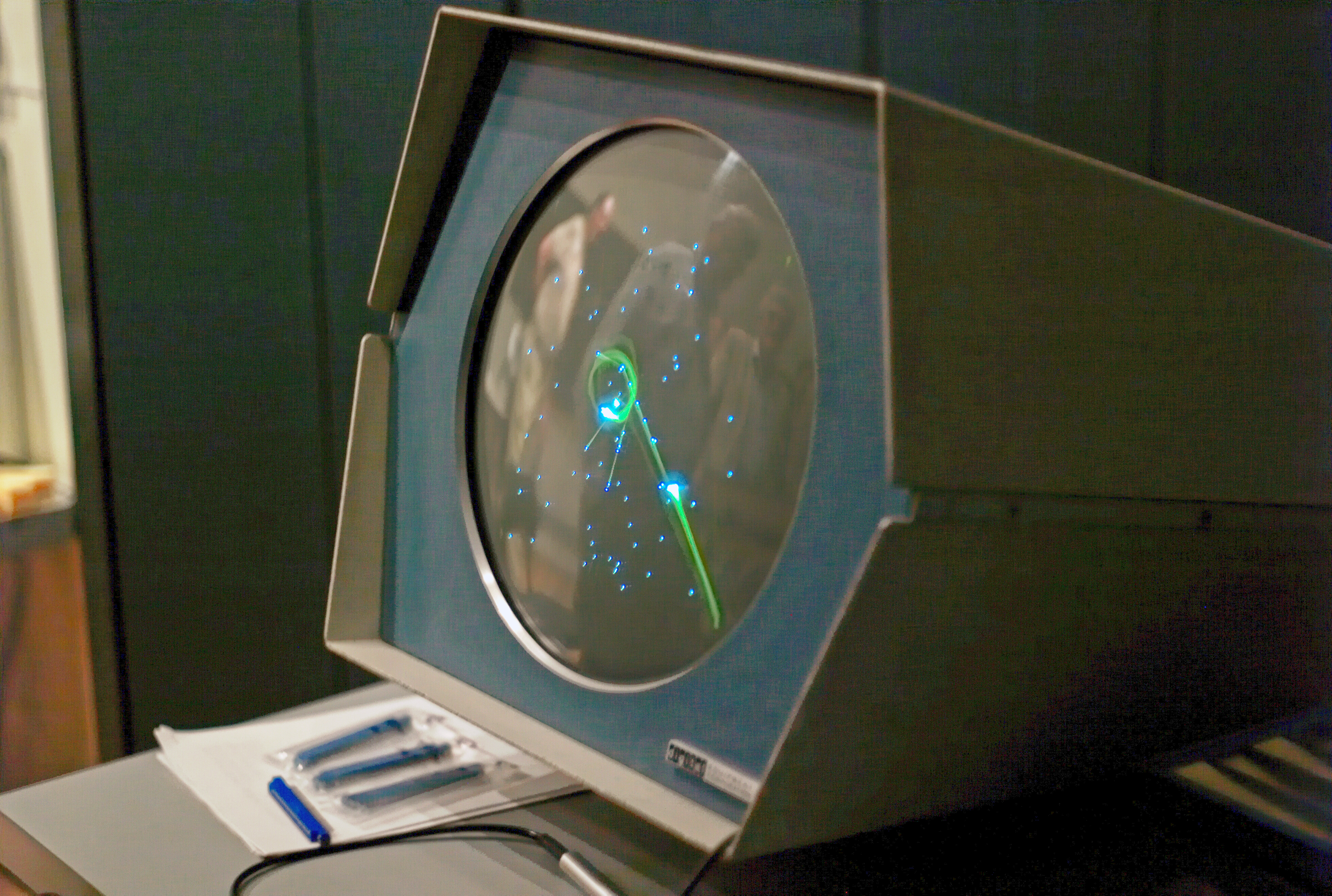
スペースウォー！ コンピュータ歴史博物館のPDP-1（2007年）

スティーブン「スティーブ」ラッセル （1937年生まれ）は、 最も初期のコンピュータゲームの1つであるスペースウォー!を作成したことが最も有名なアメリカのコンピューター科学者である。 

## 経歴
コネチカット州のハートフォードで生誕。父の転職にともない、1949年にワシントン州に移住。ワシントン州マウントバーノンの高校に通う。1954年にニューハンプシャー州ハノーバーのダートマス大学に通学したが、途中でマサチューセッツ工科大学の人工知能プロジェクトの仕事を見つけ、中途退学してボストンに移住した。  
ラッセルは、IBM 704メインフレームコンピュータ用のプログラミング言語LISPの最初の2つの実装を記述した。ユニバーサル関数の概念が言語に適用できることに気づいたのはラッセルであった。LISPのユニバーサル評価器を下位レベルの言語で実装することで、LISPインタプリタの作成が可能になったが、それまでの言語に関する開発は言語のコンパイラに重点を置いていた。彼は、Lisp実装ユーザーの一人のために、二重再帰問題を解決するため、継続を発明した。 
1962年、ラッセルはマサチューセッツ工科大学(MIT)のテック鉄道模型クラブの仲間たちと一緒にDEC（ディジタル・イクイップメント・コーポレーション）のPDP-1ミニコンピュータ上で動くスペースウォー!を設計・作成した。スペースウォー!は最初のデジタルコンピュータゲームであると広く考えられており、コンピュータゲーム業界全体の基礎として役に立った。 
1969年、ワシントン（州）シアトルにある小さな時分割方式会社コンピューター・センター・コーポレーション（愛称はC-Cubed）の設立に参加し、幹部を務めた。1968年の秋、ビル・ゲイツとポール・アレンがレイクサイド・スクール（シアトル）のプログラミンググループの一員であった時、彼はDEC PDP-10メインフレームの使い方について指導した。 
コンピューターの進化に伴う、時分割方式は使われなくなり、1970年2月にC-Cubedは不渡手形を出して実質的に倒産する。ラッセルはDECに移り、8年ほど働く。その後も様々な仕事に従事した。  